# 삼려 통합
삼려 통합은 1997년 12월 17일에 제정된 <전라남도여수시도농복합형태의시설치등에관한법률>에 의해 1998년 4월 1일 여수반도와 부속도서에 있던 여수시·여천시·여천군이 각각 폐지되고 도농복합형태의 여수시를 설치한 사건이다. 도농복합시 최초 설치 및 지자체장 직선제 부활과 함께 통합하려던 안이 부결된 후 우여곡절 끝에 1998년 4월자로 통합이 이루어졌다.